# Baranivți, Sambir
Baranivți (în ucraineană Баранівці) este un sat în comuna Volea-Branețka din raionul Sambir, regiunea Liov, Ucraina.

## Demografie
Componența lingvistică a localității Baranivți
     Ucraineană (99,85%)
     Alte limbi (0,15%)
Conform recensământului din 2001, majoritatea populației localității Baranivți era vorbitoare de ucraineană (99,85%), existând în minoritate și vorbitori de alte limbi.